# Coelichneumon castaniventris
Coelichneumon castaniventris är en stekelart som först beskrevs av Johann Ludwig Christian Gravenhorst 1829.  Coelichneumon castaniventris ingår i släktet Coelichneumon och familjen brokparasitsteklar. Arten är reproducerande i Sverige. Inga underarter finns listade i Catalogue of Life.